# Mats Bergström
Mats Johan Bergström, född 7 mars 1961 i Gävle, är en svensk gitarrist utbildad vid Kungliga Musikhögskolan i Stockholm och Juilliard School i New York. Han debuterade 1983 i Wigmore Hall i London och är sedan dess frilansande solist, ackompanjatör och ensemblemusiker.
Mats Bergström har samarbetat med bland andra Malena Ernman, Annika Skoglund, Olle Persson, Mikael Samuelson och Edda Magnason. Bergström har bearbetat ett stort antal verk för gitarr, däribland Schuberts sångcykel Die schöne Müllerin, och gjort många skivinspelningar.

## Priser och utmärkelser
- 1993 – Fred Åkerström-stipendiet (tillsammans med Mikael Samuelson)
- 2006 – Ledamot av Kungliga Musikaliska Akademien
- 2011 – Litteris et Artibus[2]

## Inspelningar, i urval
- 1986 – English Guitar Music
- 1989 – Villa Lobos
- 1989 – Après un rêve med Annika Skoglund, mezzo-sopran
- 1994 – Nordic Spring med Christian Bergqvist, violin och Per Flemström, flöjt
- 1995 – Castelnuovo-Tedesco med Donna Lee, piano, Anna Norberg, flöjt, Talekvartetten och Gustaf Sjökvists Kammarkör
- 1995 – With a little help from my friends
- 1997 – Serenad till gryningen med Anna Norberg, flöjt
- 1997 – Die schöne Müllerin med Olle Persson, baryton
- 2002 – SubString Bridge
- 2003 – My Love med Malena Ernman, mezzo-sopran
- 2004 – Duo a piacere med Joakim Svenheden, violin
- 2007 – Perceptions of Time med Anders Jormin, kontrabas och Joakim Svenheden, violin
- 2009 – Tárrega: Guitar Music
- 2010 – Schubert Arrangements med Nils-Erik Sparf, violin & viola, Chrichan Larson, cello och Anders Jonhäll, flöjt
- 2012 – Electric Counterpoint med Edda Magnason, sång & piano, Johan Liljedahl, gitarr, Jonas Östholm, piano, Svante Henryson, elbas och Magnus Persson, trummor
- 2013 – Dadodado
- 2015 – Music for Trio med Svante Henryson, cello & kontrabas och Magnus Persson, slagverk
- 2017 – Bach: Sei Solo
- 2022 – Olle Adolphson: Musik för gitarr
- 2022 – Portfolio

Med Georg Riedel:
- 2010 – Sånger utan ord
- 2012 – Julsånger utan ord
- 2015 – Fler sånger utan ord
- 2016 – Água e Vinho
- 2016 – Psalmer utan ord

Med Mikael Samuelson:
- 1987 – Ängslans gröna jord
- 1988 – Carl Michael Bellman
- 1990 – Fredmans Epistlar
- 1992 – Fridas bok
- 1994 – Personligt Samtal
- 2009 – Taube i Ligurien
- 2018 – Olle Adolphson 14 sånger

Med Tommy Körberg:
- 1990 – Livslevande

Med Anne Sofie von Otter:
- 2013 – Douce France[3]